# Jagged
Jagged è il diciassettesimo album discografico di Gary Numan, pubblicato dalla Cooking Vinyl Records per il mercato inglese e dalla Metropolis Records per il mercato statunitense il 13 marzo 2006.

## Tracce
(Musiche e testi di Gary Numan)
1. Pressure – 5:19
2. Fold – 5:47
3. Halo – 4:17
4. Slave – 6:02
5. In a Dark Place – 6:06
6. Haunted – 5:31
7. Blind – 7:01
8. Before You Hate It – 5:14
9. Melt – 5:18
10. Scanner – 6:02
11. Jagged – 5:27

## Musicisti
- Gary Numan – voce, tastiere, chitarra
- Steve Harris - chitarra
- Rob Holliday – chitarra, basso
- Ade Fenton – tastiere
- Andy Gray – tastiere
- Richard Beasley - batteria
- Monti – batteria, tastiere
- Gordon Young – tastiere
- Jerome Dillon – batteria